# Yurécuaro (kommun)
Yurécuaro är en kommun i Mexiko.   Den ligger i delstaten Michoacán de Ocampo, i den centrala delen av landet, 300 km väster om huvudstaden Mexico City. Antalet invånare är 30 487.
Följande samhällen finns i Yurécuaro:
- Yurécuaro
- Mirandillas
- Cerro Colorado
- Colonia Emiliano Zapata
- El Camiche
- El Cerro Blanco
- El Marqueño
- San Antonio
- El Sabino